# 小行星2373
小行星2373（2373 Immo）是一颗围绕太阳公转的小行星。1929年8月4日，馬克斯·沃夫在海德堡发现了此天体。
該小行星以德國天文學家伊莫·阿彭澤勒命名。
这颗小行星的绝对星等为214.7186762554346等。